# Pratt & Whitney Canada PW500
Le turboréacteur à flux direct PW500 est construit par Pratt & Whitney Canada. Sa première version de 1997 avait une poussée de 12,8 kN (2 887 lbf). Les dernières versions du modèle offrent jusqu'à 18,2 kN (4 100 lbf). Environ 2 500 unités furent livrées et accumulent plus de 5,7 millions d'heures de vol. Le PW500 est surtout utilisé comme moteur principal pour les jets d'affaires.

## Variantes
Il existe trois séries et dix modèles de cette gamme de moteurs.
- Série 530
  - PW530A : Cessna Citation Bravo
- Série 535
  - PW535A : Cessna Citation Encore
  - PW535B : Cessna Citation Encore+
  - PW535D : Hawker Beechcraft 450XP (annulé)
  - PW535E : Embraer Phenom 300
  - PW535E1 : Embraer Phenom 300E (2020)
- Série 545
  - PW545A : Cessna Citation Excel
  - PW545B : Cessna Citation XLS
  - PW545C : Cessna Citation XLS+
  - PW545D : Cessna Citation Ascend

La première version (PW530A) fut certifiée en février 1997. Les premières livraisons avaient lieu en juin 1996.
La version PW535A fut certifiée en novembre 1999. Cette version servit d’abord Cessna pour l’avion Citation Ultra Encore en 2000.
La version PW545A fut certifiée en février 1997. Les premières livraisons avaient lieu en juillet de la même année.